# FC Solsiden
FC Solsiden er en dansk fodboldklub hjemmehørende i Nørresundby i Vendsyssel. Klubben er et samarbejde i ungdomsafdelingerne mellem NUBI, Nørresundby Boldklub og Lindholm Idrætsforening.

## Ekstern kilde/henvisning
- FC Solsiden officielle hjemmeside Arkiveret 9. august 2011 hos  Wayback Machine